# Vaux-le-Pénil
Vaux-le-Pénil – miejscowość i gmina we Francji, w regionie Île-de-France, w departamencie Sekwana i Marna. Przez miejscowość przepływa Sekwana. 
Według danych na rok 1990 gminę zamieszkiwały 8143 osoby, a gęstość zaludnienia wynosiła 700 osób/km² (wśród 1287 gmin regionu Île-de-France Vaux-le-Pénil plasuje się na 260. miejscu pod względem liczby ludności, natomiast pod względem powierzchni na miejscu 296.).